# Liste der Landeswasserstraßen in Baden-Württemberg
Die Liste der Landeswasserstraßen nennt alle Wasserstraßen, deren Last das Bundesland zu tragen hat. Grundlage ist in der Regel das jeweilige Landeswassergesetz.

## Strecken
| Wasserstraße | von                                                                                                 | bis | Beschränkung |
| --- | --------------------------------------------------------------------------------------------------- | --- | --- |
| Bodensee einschließlich Untersee und Seerhein innerhalb des baden-württembergischen Staatsgebiets und im Rahmen des Kondominiums                             | | | |
| Hochrhein (innerhalb des deutschen Staatsgebiets) | km 25,45 Stein am Rhein                                                                             | Basel | |
| Ulmer Donau (innerhalb des baden-württembergischen Staatsgebiets)                                                                                            | km 2587,9 Illermündung                                                                              | km 2581,5 Kraftwerk Ulm-Böfinger Halde | Personenschifffahrt |
| Innenrhein bei Kappel | Rhein-km 260,80                                                                                     | 400 m nördlich der Herrenkopfbrücke | Kiesschifffahrt |
| Stichkanal und Baggersee bei Freistett | Rhein-km 312,40                                                                                     | zur Umschlagstelle am Südende des Baggersees | Getreide- und Kiesschifffahrt, Sport- und Vergnügungsschifffahrt                                                                       |
| Sandbach und Verladebecken | Rhein-km 335,10                                                                                     | Umschlagstelle | Kiesschifffahrt |
| Goldkanal und Baggerseen der Kieswerke Illingen GmbH & Co.KG und Valet & Ott Kies- und Sandwerke GmbH & Co.KG, Gemeinden Elchesheim-Illingen und Steinmauern | Rhein-km 347,20                                                                                     | a) zu den Kiesverladestellen b) 500 m oberhalb der Mündung des Goldkanals                                                                                              | a) Kiesschifffahrt b) Sport- und Vergnügungsschifffahrt                                                                                |
| Maxau-Hafen, Stadt Karlsruhe | Rhein-km 362,20                                                                                     | | Güterschifffahrt von und zur Stora Enso Maxau GmbH, Sport- und Vergnügungsschifffahrt                                                  |
| Schmugglermeer (Altrhein), Pfinz-Entlastungskanal und Stichkanal sowie Baggerseen der Firma Heinrich Krieger und Söhne KG, Gemeinde Eggenstein-Leopoldshafen | Rhein-km 371,20 über den Pfinz-Entlastungskanal und den Stichkanal einschließlich Schiffswendeplatz | zum südlichen Ufer des Baggersees (ohne Leopoldshafen und Alb) | Kiesschifffahrt |
| Hochstetter Altrhein (ohne Baggerseen), Gemeinden Linkenheim-Hochstetten und Dettenheim                                                                      | Rhein-km 377,20                                                                                     | Straßenbrücke zwischen Festland und Insel Rott | Kiesschifffahrt, Sport- und Vergnügungsschifffahrt, Personenschifffahrt                                                                |
| (Oberer) Philippsburger Altrhein (ohne Baggersee), Stadt Philippsburg                                                                                        | Rhein-km 389,22                                                                                     | 300 m östlich des Bootshauses des Ski- und Kanuclubs Philippsburg | Sport- und Vergnügungsschifffahrt sowie Schiffsverkehr von und zur Schiffsverladeanlage der Firma EnBW des Kernkraftwerks Philippsburg |
| Oberhauser Altrhein (Unterer Philippsburger Altrhein) und Baggerseen                                                                                         | Altrhein bei Rhein-km 391,73 und Baggersee                                                          | zu den Linien, die 300 m südlich des Nordufers des Altrheins und 300 m östlich des Ostufers des Rheins verlaufen und durch Schifffahrtskennzeichen gekennzeichnet sind | Sport- und Vergnügungsschifffahrt |
| Zufahrtskanal der Firma Heinrich Krieger und Söhne KG, Gemeinde Oberhausen-Rheinhausen und Stadt Philippsburg                                                | Altrhein, Baggerseen und Zufahrtskanal von Rhein-km 391,73                                          | zum südöstlichen Ufer der Baggerseen | Kiesschifffahrt |
| Südlicher Ketscher Altrhein und Baggersee der Firma Heinrich Krieger und Söhne KG, Gemeinde Ketsch                                                           | Rhein-km 395,40 (Mündung)                                                                           | nach Süden | Schifffahrt von und zu den Umschlagstellen                                                                                             |
| Südlicher Ketscher Altrhein und Baggersee der Firma Heinrich Krieger und Söhne KG, Gemeinde Ketsch                                                           | Rhein-km 406,25                                                                                     | zum östlichen Ufer des Baggersees | Kiesschifffahrt |
| Nördlicher Ketscher Altrhein und Baggersee der Firma Heinrich Krieger und Söhne KG, Gemeinden Ketsch und Brühl                                               | Rhein-km 409,10                                                                                     | zum südlichen Ufer des Baggersees | Kiesschifffahrt |
| Otterstädter Altrhein und Baggersee der Firma Gebr. Grieshaber GmbH & Co.KG, Gemeinde Brühl                                                                  | Rhein-km 410,60 (linksrheinisch)                                                                    | | Kiesschifffahrt |
| Backofen, Stadt Mannheim | Rhein-km 412,40 (Mündung)                                                                           | 400 m nach Süden | Sport- und Vergnügungsschifffahrt |